# قشلاق خان غلدي كامران (مقاطعة بيله سوار)
قشلاق خان غلدي کامران (بالفارسية: قشلاق خان‌گلدی کامران) هي منطقة سكنية تقع في إيران في أردبيل. يقدر عدد سكانها بـ 134 نسمة .